# Eugnophomyia perelegans
Eugnophomyia perelegans är en tvåvingeart som först beskrevs av Alexander 1920.  Eugnophomyia perelegans ingår i släktet Eugnophomyia och familjen småharkrankar.
Artens utbredningsområde är Malawi. Inga underarter finns listade i Catalogue of Life.